# Simfonia a IV-a (Robert Schumann)
Simfonia a IV-a, în re minor, op. 120, compusă de Robert Schumann, a fost finalizată în anul 1841. Cu dificultate, Schumann a revizuit Simfonia în 1851, noua versiune având să fie publicată. Clara Schumann, văduva lui Robert, a susținut ulterior, pe prima pagină a Simfoniei – cea publicată în 1882, ca parte a operelor complete ale soțului său (Robert Schumanns Werke, Herausgegeben von Clara Schumann, Breitkopf & Härtel) – faptul că simfonia fusese abia schițată în 1841, dar a fost în totalitate orchestrată („vollständig instrumentiert”) în 1851. Totuși, acest fapt nu a fost realmente adevărat, iar Johannes Brahms, cel care a preferat, de departe versiunea timpurie a Simfoniei, a publicat acea versiune în 1891, în ciuda obiecțiilor Clarei.

## Părțile simfoniei
Lucrarea este scrisă pentru două flaute, două oboaie, două clarinete, două fagoturi, patru corni, două trompete, trei tromboni, timpani și cordari. Versiunea (publicată) din 1851 a lucrării este divizată în patru părți, care se cântă fără pauză:
1. Ziemlich langsam - Lebhaft (Re minor-Re major)
2. Romanze: Ziemlich langsam (lLa minor-La major)
3. Langsam: Lebhaft (Re major)

Versiunea din 1841, însă, utilizează mai degrabă indicațiile de tempo italiene, în defavoarea celor germane, având cele patru părți după cum urmează:
1. Andante con moto - Allegro di molto (Re minor-Re major)
2. Romanza: Andante' ' (La minor-La major)
3. Scherzo: Presto (Re minor)
4. Largo - Finale: Allegro vivace (Re major)

Peter Ostwald, biograful lui Schumann, afirmă că versiunea timpurie este „mai aerisită și are o textură mai transparentă” decât cea revizuită, dar Clara a insistat mereu asupra faptului că versiunea ulterioară, mai greoaie și impunătoare (din 1851) a fost una mai bună. Ambele sunt incluse în înregistrările recente ale simfoniilor complete ale lui Schumann, interpretate de John Eliot Gardiner.

## Legături externe
- en Simfonia No. 4